# Bolt Action (Tabletop)
Bolt Action ist ein Tabletop-Spiel von Warlord Games. Es spielt während des Zweiten Weltkriegs und nutzt Miniaturen im 28 mm-Maßstab. Das Spiel wurde ursprünglich von Alessio Cavatore und Rick Priestley entwickelt. Die 1. Edition wurde 2012 veröffentlicht. 2024 wurde die 3. Edition angekündigt, die von Alessio Cavatore alleine entwickelt wurde.
Erweiterungen des Spiels behandeln den Koreakrieg oder mit Konflikt '47 das Steampunk-Genre.
Das Spiel hat viele verschiedene spielbare Armee wie die Sowjetunion, das Vereinigte Königreich, die Vereinigten Staaten, das Dritte Reich und das japanische Kaiserreich.
Das Spiel unterstützt auch kleinere oder unterstützende Armeen wie Frankreich, das British Commonwealth of Nations, Griechenland, Australien, Belgien, Finnland, Polen, Bulgarien, das Königreich Rumänien, China und das Königreich Italien.

## Regelwerke und Erweiterungen
Die Folgenden Regelwerke sind für Bolt Action erschienen.
- 2012 Bolt Action[3]
- 2016 Bolt Action Rulebook Second Edition[4]
- 2016 Konflikt ’47: Weird World War II Wargames Rules[2]
- 2024 Bolt Action Rulebook Third Edition[5]

Die Regeln der 2. Edition wurden auch international angenommen und ins Spanische, Französische, Italienische und Deutsche übersetzt.
Zusätzlich sind für Bolt Action ettliche Erweiterungen erschienen. Im Gegensatz zum Grundregelwerk der 2. Edition wurden die Erweiterungen aber nicht lokalisiert d. h. nicht übersetzt, ein typisches Problem von Erweiterungen.
Die folgenden Erweiterungen sind für Bolt Action erschienen:
- 2014 – Bolt Action: Battleground Europe D-Day to Germany[10]
- 2015 – Bolt Action: Ostfront – Barbarossa to Berlin[11]
- 2015 – Bolt Action: Germany Strikes! – Early War in Europe[12]
- 2015 – Bolt Action: Empire in Flames – The Pacific and Far East[13]
- 2016 – Bolt Action: Duel in the sun – The African and Italian Campaigns[14]
- 2019 – Bolt Action Second Edition: Korea[1]
- 2025 – Bolt Action Compendium[15]

Die folgenden Armee-Erweiterungen sind für Bolt Action erschienen:
- 2012 – Bolt Action: Armies of Germany[16]
- 2013 – Bolt Action: Armies of the United States[17]
- 2013 – Bolt Action: Armies of the Soviet Union[18]
- 2013 – Bolt Action: Armies of Great Britain[19]
- 2013 – Bolt Action: Armies of France and the Allies[20]
- 2013 – Bolt Action: Armies of Imperial Japan[21]
- 2013 – Bolt Action: Armies of Italy and the Axis[22]
- 2014 – Bolt Action: Tank War[23]
- 2016 – Bolt Action Second Edition: Armies of Germany[24]
- 2025 – Bolt Action: Armies of Germany – Third Edition[25]
- 2025 – Bolt Action: Armies of the United States – Third Edition[26]

Die folgenden Kampgnen-Erweiterungen sind für Bolt Action erschienen:
- 2017 – Bolt Action Second Edition: Campaign Battle of the Bulge[27]
- 2017 – Bolt Action Second Edition: Campaign New Guinea[28]
- 2017 – Bolt Action Second Edition: Campaign The Road to Berlin[29]
- 2017 – Bolt Action Second Edition: Campaign Sea Lion[30]
- 2017 – Bolt Action Second Edition: Campaign Gigant – Operation Sea Lion: The second front
- 2018 – Bolt Action Second Edition: Campaign Market Garden[31]
- 2018 – Bolt Action Second Edition: Campaign Battle of France[32]
- 2018 – Bolt Action Second Edition: Campaign The Western Dessert[33]
- 2019 – Bolt Action Second Edition: Campaign D-Day: Overlord[34]
- 2019 – Bolt Action Second Edition: Campaign Fortress Budapest[35]
- 2020 – Bolt Action Second Edition: Campaign Mariana & Palau Islands[36]
- 2020 – Bolt Action Second Edition: Campaign Stalingrad[37]
- 2021 – Bolt Action Second Edition: Campaign D-Day: US Sector[38]
- 2021 – Bolt Action Second Edition: Campaign D-Day: British & Canadian Sectors[39]
- 2021 – Bolt Action Second Edition: Campaign Italy: Soft Underbelly[40]
- 2023 – Bolt Action Second Edition: Campaign Italy: Tough Gut[41]
- 2023 – Bolt Action Second Edition: Campaign Case Blue[42]

Die folgenden Erweiterungen sind für Konflikt '47 erschienen
- 2017 – Konflikt ’47: Resurgence[43]
- 2018 – Konflikt ’47: Defiance[44]

Warlord Games fertigt und vertreibt auch die Miniaturen zu Bolt Action. Diese werden in der Tabletop-Gemeinschaft aber nicht als eigenständige Erweiterungen angesehen.

## Spielmaterial

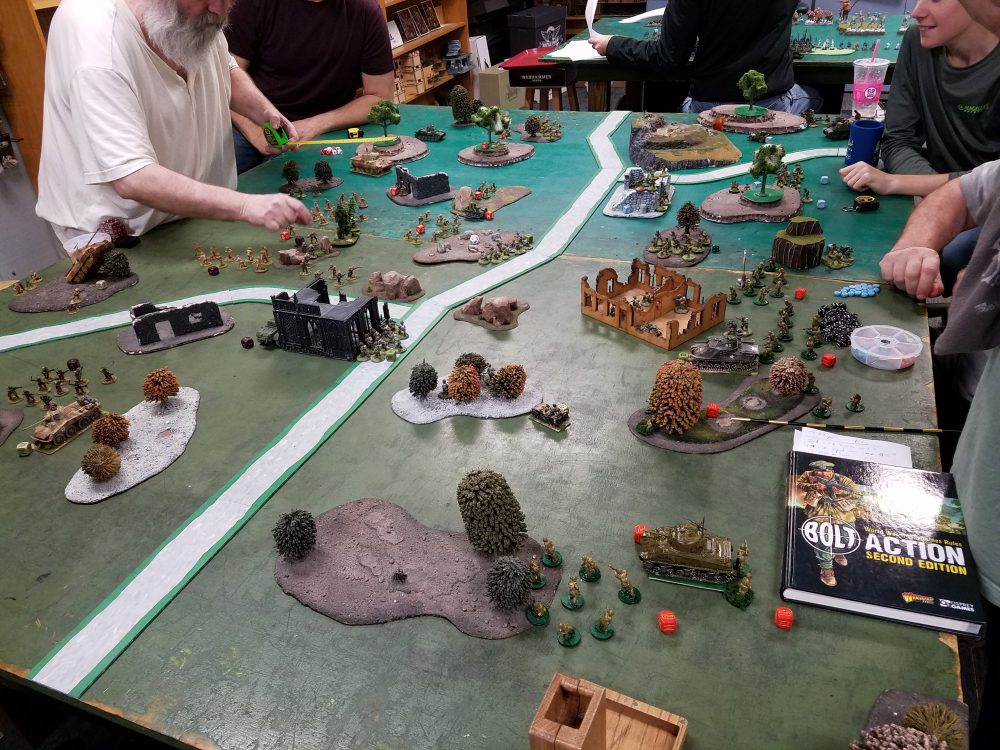
Eine laufende Runde Bolt Action

Wie bei den meisten Tabletop-Spielen muss das Spielmaterial separat gekauft oder gebastelt werden. Die Ausnahme sind sogenannte Starterboxen, die neben den Regeln auch das Einstiegsmaterial für ein oder zwei Spieler enthalten.
Die Miniaturen sind das wichtigste Spielmaterial, sind im 28 mm-Maßstab gehalten, werden in der Regel im Gussrahmen geliefert und müssen noch entgratet, zusammengebaut und bemalt werden.
Zusätzlich werden ein Maßband in Zoll oder ein Zollstock sowie unterschiedliche Würfel und ein undurchsichtiger Würfelbeutel benötigt. Für Bolt Action benötigt man sogenannte Befehlswürfel die jedem Spieler eindeutig zugeordnet werden können und zusätzlich einige normal sechsseitige Würfel.
Des Weiteren wird eine Spielplatte mit Geländestücken benötigt. Warlord Games bietet zwar auch Geländestücke an, in der Regel werden die Spielplatte und die Geländestücke durch die Spieler gebastelt.
Dabei hat Bolt Action das gleiche Maßstabsproblem, das viele Tabletop-Spiele haben.

## Auszeichnungen und Nominierungen

### Auszeichnungen
- 2012 wurde die Miniaturenlinie zu Bolt Action bei den Origins Awards als "Best historical miniature figure or line of the year" (auf dt.: Beste historische Miniatur oder Miniaturenlinie des Jahres) ausgezeichnet.[45]
- 2015 wurde die Erweiterung Bolt Action: Battleground Europe bei den Origin Awards als "Best Historical Miniature Rules Supplement" (auf dt.: beste Regelerweiterung zu historischem Tabletop-Spiel) ausgezeichnet.[46]
- 2020 wurde die Kampagnen-Erweiterung zu Bolt Action "Bolt Action: Campaign D-Day Operation Overlord" bei den Origin Awards als "Best Historical Miniatures Game" (auf dt.: Bestes historischen Tabletop-Spiel) ausgezeichnet.[47]

### Nominierungen
- 2013 wurde Bolt Action bei den Origin Awards für Best Historical Miniature Rules nominiert.[48]
- 2017 wurde das Spiel Konflikt '47, das von Clockwork Goblin Miniatures für Warlord Games entwickelt wurde, bei den Origin Awards für das "Best Miniatures Game" nominiert.[49]

### Rezensionen
- 2024 hatte Bolt Action auf BoardGameGeek eine Wertung von 7.8.[50]